# Convento del Bosco ai Frati
Il convento del Bosco ai Frati (Convento di San Bonaventura) si trova a San Piero a Sieve, nel comune di Scarperia e San Piero, circondato da boschi di cerri che gli danno il nome.

## Storia
Molto probabilmente fu fondato dagli Ubaldini nel VI secolo, poi divenne il cenobio dei Basiliani (XI secolo) che, in ritiro dalle terre "latine", lo abbandonarono verso il 1012; successivamente, fino al 1206 fu occupato da alcuni eremiti e quindi donato, insieme a gran parte del bosco a san Francesco di Assisi (i Francescani entrarono in questo convento nel 1212). Qui vissero, fra gli altri, il venerabile Giovanni da Perugia detto lo Scalzo, Vicario Generale al tempo di san Francesco, ed il padre Benedetto da Gavorraccio. Protetto dalla famiglia degli Ubaldini, vi vissero il cardinale Ottaviano e, dal 1273, fra Bonaventura da Bagnoregio, che proprio mentre era qui ospite ricevette le insegne cardinalizie e la nomina a vescovo di Albano. La tradizione vuole che il frate francescano fu raggiunto dalla notizia mentre compiva una delle sue umili azioni quotidiane, cioè mentre lavava delle stoviglie in un catino di pietra ancora oggi esistente, conservato da allora entro una cappella sul loggiato esterno presso la cucina del convento. Nel 1349 il convento fu quasi del tutto abbandonato a causa della peste.
Solo nel 1420, quando Cosimo il Vecchio lo acquistò, il convento praticamente rinacque. Cosimo finanziò la ristrutturazione della chiesa di San Bonaventura, dotandola di un portico a colonne all'esterno, e la ricostruzione del convento, forse affidato a Michelozzo (il cui intervento non è però documentato): fece ampliare il refettorio, erigere il campanile, il chiostro, la sagrestia e la cisterna. Nel 1427, con bolla di Martino V, iniziò ad essere abitato da religiosi; nel 1430 circa Cosimo vi allestì una biblioteca con molti volumi pregiati. Al 1450-1452 risaliva la pala d'altare di Beato Angelico, oggi nel Museo di San Marco.
Giuliano Ughi della Cavallina, Minore Osservante del XVI secolo, scrisse Relazione dell'origine e del progresso del Convento del Bosco. Morì nel convento e vi fu sepolto. Nel 1542 un terremoto provocò gravi danni al convento, soprattutto al campanile. Nel XVIII secolo fu demolito il nucleo più antico dell'edificio sacro, trasformato in cappella di San Bonaventura, che si trovava tra la strada e il lato sinistro della chiesa.
Il convento fu nuovamente impoverito con la soppressione da parte di Napoleone Bonaparte, alla caduta del quale i frati vi poterono far ritorno fino al 1866, quando fu nuovamente soppresso dal governo italiano. Però, il nuovo proprietario, il marchese Gerini, lo restituì ai Francescani, dopo aver ristrutturato la chiesa.

## Descrizione
La chiesa si presenta a navata unica, coperta da volte a crociera, conclusa da un coro poligonale ampliato nel corso delle ristrutturazioni medicee. Bisogna immaginare, nel Quattrocento, a seguito degli interventi di Cosimo e del figlio Piero, un corredo decorativo ben diverso da quello attuale, e certo più ricco: tra altri arredi documentati, all'altare maggiore era la Pala di Bosco ai Frati, oggi al Museo San Marco, e il Crocifisso attribuito a Donatello o a Michelozzo, oggi custodito nella sala capitolare, e sulla parete sinistra il Trittico con la Resurrezione di Lazzaro di Nicolas Froment oggi agli Uffizi.
L'arredo attuale appartiene al periodo tra Cinquecento e Seicento: sulla parete destra è una pala di ambito cigolesco raffigurante una Deposizione, e poco più avanti un'altra tela con la Madonna che porge il Bambino a San Francesco, collocabile tra fine Cinquecento e inizio Seicento ed attribuibile ad un pittore fiorentino rimasto ancora anonimo. Sulla parete sinistra è invece una tavola con una Annunciazione attribuita ad Antonio del Ceraiolo, forse degli anni venti del XVI secolo. Segue un dipinto di Jacopo Ligozzi, firmato e datato 1589, raffigurante l'Allegoria del Cordone di San Francesco.
Davanti al coro si trova l'Altare dell'Immacolata, un dossale di legno del Seicento, con intarsi in oro, recante l'arme dei Medici, dato che fu commissionato dal Granduca Ferdinando II, e la data 1626. Al centro di essa è una Madonna moderna ma vi era un dipinto dell'Immacolata conservata oggi in convento. Ai lati sono invece un San Francesco e un San Bonaventura, tutti di autore anonimo. La sagrestia conserva un affresco della Scuola fiorentina risalente alla prima metà del XV secolo.
La sacrestia è anch'essa un ambiente michelozziano arredato con grandi armadi in noce che conservava fino al 1979 un Crocifisso forse di Baccio da Montelupo trafugato in quell'anno.

Intorno al Chiostro è organizzato il Museo di Arte sacra: da esso si accede alla cappella di san Bonaventura dove è la pila sulla quale, secondo la tradizione il santo soleva lavare le stoviglie. Il Museo conserva il Crocifisso ligneo, scoperto nel 1950 e attribuito o a Desiderio da Settignano o, da autorevoli critici, a Donatello sia per l'alta qualità dell'opera sia per una datazione collegabile alla sua collaborazione in Mugello con Michelozzo (1430-1435) Il Museo ospita anche paramenti sacri, oggetti di culto del convento, alcuni dei quali presentano lo stemma dei Gerini. Dal chiostro si passa nel refettorio di Michelozzo e nell'orto-giardino, attiguo alle celle dei frati.

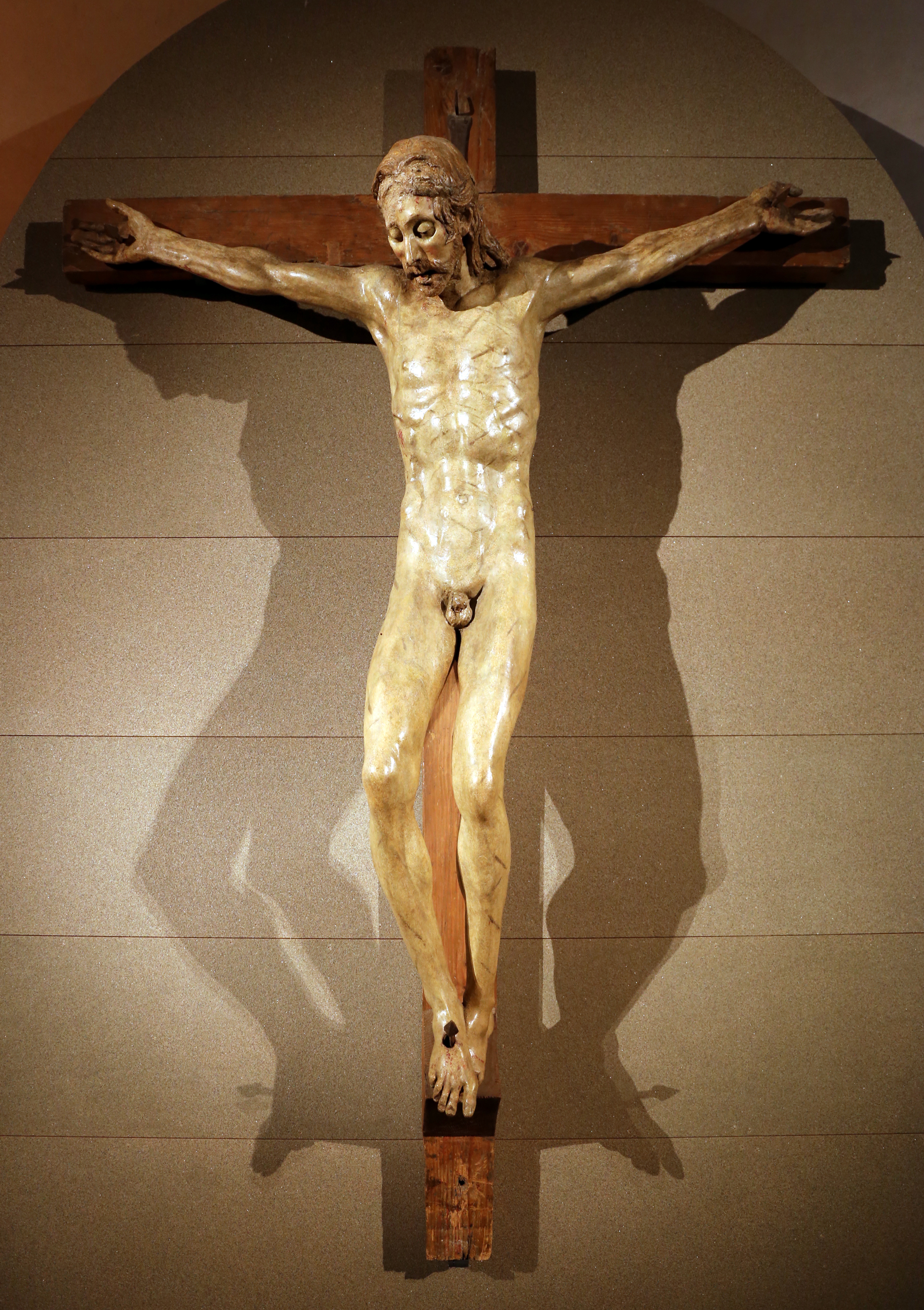
Il Crocifisso di scuola donatelliana

## Opere già al Bosco ai Frati
- Beato Angelico, Pala di Bosco ai Frati, oggi al Museo San Marco